# Matthew Ridgway
Matthew Bunker Ridgway (Fort Monroe, Hampton (Virginia), 3 maart 1895 - Fox Chapel, 26 juli 1993) was een Amerikaans generaal die bekendheid kreeg door zijn optreden tijdens de Koreaoorlog.
In 1953 organiseerde de Franse Communistische Partij demonstraties tegen de aankomst van generaal Matthew Ridgway in Parijs. De generaal die op het NAVO hoofdkwartier bij Parijs ging werken was eerder bevelhebber in de Koreaanse oorlog geweest en hij werd er door de communisten van beschuldigd in Korea chemische en biologische wapens te hebben gebruikt. Tijdens de protesten vielen een dode en meerdere gewonden. Twee communistische leiders werden gearresteerd en het hoofdkwartier van de partij werd door de politie doorzocht.
Matthew Ridgway droeg de Presidential Medal of Freedom. Hij werd ook met het Distinguished Service Cross, de Army Distinguished Service Medal, het Amerikaanse Legioen van Verdienste en de Silver Star voor moed gedecoreerd. Frankrijk maakte hem Grootkruis in het Legioen van Eer.

## Militaire loopbaan
- Second Lieutenant, Regular Army: 20 april 1917
- First Lieutenant, Regular Army: 15 mei 1917
- Captain, National Army: 5 augustus 1917
- Captain, Regular Army: 18 juli 1919
- Major, Regular Army: 1 oktober 1932
- Lieutenant Colonel, Regular Army: 1 juli 1940[2]
- Colonel, Army of the United States (AUS): 11 december 1941[2]
- Brigadier General, AUS : 15 januari 1942[2]
- Major General, AUS: 6 april 1942 - 8 augustus 1942[2]
- Lieutenant General, AUS : 4 juni 1945[2]
- Brigadier General, Regular Army: 1 november 1945
- General, United States Army: 11 mei 1951

## Decoraties
Selectie:
- Distinguished Service Cross (United States) (2)[3] op 11 september 1943 en 19 juli 1944[4]
- Distinguished Service Medal (U.S. Army) (4) in 1945, 1947, 29 mei 1952, 1 juli 1955[4]
- Silver Star (2) in 1945[4]
- Legioen van Verdienste (2)[4]3 juni 1943 en 2 december 1943[5]
- Bronze Star
- Purple Heart
- Presidential Medal of Freedom[3] op 12 mei 1986[6][3]
- Congressional Gold Medal op 5 november 1990[7]
- National Defense Service Medal
- World War I Victory Medal (United States)
- Amerikaanse Defensie Service Medaille
- Amerikaanse Campagne Medaille
- Europa-Afrika-Midden Oosten Campagne Medaille
- Azië-Pacifische Oceaan Campagne Medaille
- World War II Victory Medal
- Bezettingsmedaille voor het Leger
- Koreamedaille van de Verenigde Naties
- Koreaanse Service Medaille
- Orde van Sint-Mauritius en Sint-Lazarus
- Grootkruis in het Legioen van Eer in 1953
- Gevechtsbadge Infanterist
- Parachutisten Badge
- Grootkruis in de Orde van Verdienste op 8 juni 1953[8]
- Grootkruis in de Orde van Aviz op 26 juni 1953[9]

## Publicaties
- Soldier the Memoirs of Matthew B Ridgway. Andesite Press, augustus 2017, ISBN 9781376183986
- The Korean war (Great commanders). Collectors Reprints, 1998, ISBN 9780306802676